# 韦尔芬翁
韦尔芬翁是奥地利萨尔茨堡州蓬高地区圣约翰县的一个市镇。总面积45平方公里，总人口819人，人口密度18.2人/平方公里（2005年）。